# Syngrapha montana
Syngrapha montana är en fjärilsart som beskrevs av Alpheus Spring Packard 1874. Syngrapha montana ingår i släktet Syngrapha och familjen nattflyn. Inga underarter finns listade i Catalogue of Life.